# Red Oak (Texas)
Red Oak é uma cidade localizada no estado norte-americano de Texas, no Condado de Ellis.

## Demografia
Segundo o censo norte-americano de 2000, a sua população era de 4301 habitantes.
Em 2006, foi estimada uma população de 8031, um aumento de 3730 (86.7%).

## Geografia
De acordo com o United States Census Bureau tem uma área de
20,3 km², dos quais 20,3 km² cobertos por terra e 0,0 km² cobertos por água.

## Localidades na vizinhança
O diagrama seguinte representa as localidades num raio de 12 km ao redor de Red Oak.